# Polinices otis
Polinices otis är en snäckart som beskrevs av William John Broderip och Sowerby 1829. Polinices otis ingår i släktet Polinices och familjen borrsnäckor. Inga underarter finns listade i Catalogue of Life.